# Kokino
Kokino est le nom du village le plus proche du site archéologique appelé « Tatitchev Kamen », un site daté de l'Âge du bronze. Le village de Kokino se trouve dans la municipalité de Staro Nagoritchané, dans le nord de la Macédoine du Nord. D'après les archéologues, ce site aurait été utilisé comme une montagne sacrée et comme un observatoire astronomique.

## Historique
Le site a été découvert en 2001 par l’archéologue Jovica Stankovski, qui fut le premier à avancer l’idée qu’il s’agissait d’un sanctuaire et d'un observatoire préhistorique.

## Situation
Le site de Tatitchev Kamen se trouve au sommet d'une montagne qui culmine à 1 013 m d’altitude, non loin du village de Kokino, qui dépend administrativement de la municipalité de Staro Nagoritchané. Kokino se trouve à 19 kilomètres de Koumanovo, l'une des plus grandes villes du pays.
Le site fait 50 mètres sur 100 et il est orienté sur un axe est-ouest.
La montagne Tatitchev Kamen est formée de roches volcaniques et plusieurs éléments ayant appartenu a un volcan y sont visibles, comme un neck et un dôme de lave. Ces roches volcaniques se brisent facilement, en formant des cubes presque parfaits, idéaux pour la construction.

## Description
Les éléments essentiels de l'observatoire présumé sont répartis entre deux plateformes, séparées par 19 mètres de hauteur. La plateforme inférieure est dominée par quatre sièges de pierre, placés en rang du côté ouest et orientés dans un axe nord-sud. 
Pour l’archéologue Jovica Stankovski et l’astronome Gjorgji Cenev, de l’observatoire de Skopje, cet observatoire préhistorique daterait de l'Âge du bronze ancien, soit de plus de 3 800 ans.

## Vestiges archéologiques
Le site a été utilisé de l’Âge du bronze ancien jusqu’à l’Âge du fer, la période dont date un village modeste. L'Âge du bronze moyen a livré le plus grand nombre d'artéfacts (vaisselle en céramique et pierres-moulins de blé trouvées dans les structures rituelles). Ce site est l'un des plus riches de l’Âge du bronze en Macédoine du Nord.

## Protection
Le site a été proposé en 2009 pour une inscription au Patrimoine mondial et figure sur la « liste indicative » de l’UNESCO, dans la catégorie patrimoine culturel.

## Sites liés
Non loin se trouvent les sites de :
- « Kostoperska karpa », site archéologique de l'Âge du bronze (près du village de  Pelince), au sommet d’une mesa ;
- « Mlado Nagorichane », site néolithique ;
- le tumulus de « Groblje », daté de l’Âge du fer (près du village de Vojnik).

Au musée national de Skopje, une exposition présenta en 2004 : "Les Dames préhistoriques de Macédoine", 80 pièces trouvées sur ces différents sites.